# (300034) 2006 UN113
(300034) 2006 UN113 es un asteroide perteneciente al cinturón de asteroides, descubierto el 19 de octubre de 2006 por el equipo del Spacewatch desde el Observatorio Nacional de Kitt Peak, Arizona, Estados Unidos.

## Designación y nombre
Designado provisionalmente como 2006 UN113.

## Características orbitales
2006 UN113 está situado a una distancia media del Sol de 3,002 ua, pudiendo alejarse hasta 3,212 ua y acercarse hasta 2,792 ua. Su excentricidad es 0,069 y la inclinación orbital 7,717 grados. Emplea 1900,16 días en completar una órbita alrededor del Sol.

## Características físicas
La magnitud absoluta de 2006 UN113 es 16,6.